# Fréville, Seine-Maritime
Fréville är en kommun i departementet Seine-Maritime i regionen Normandie i norra Frankrike. Kommunen ligger i kantonen Pavilly som tillhör arrondissementet Rouen. År 2018 hade Fréville 951 invånare.

## Befolkningsutveckling
Antalet invånare i kommunen Fréville
| Referens: INSEE |